# De Smet (Dakota du Sud)
Pour les articles homonymes, voir De Smet.
La ville de De Smet est le siège du comté de Kingsbury, dans le Dakota du Sud, aux États-Unis.
Fondée en 1880, la ville est d'abord connue sous le nom de Cream City. Elle doit son nom actuel au père Pierre-Jean De Smet, un missionnaire jésuite belge du XIXe siècle.
De Smet comptait 1 089 habitants lors du recensement de 2010. La municipalité s'étend sur 1,16 milles carrés (3 km2).

## Personnalités liées à la ville
De Smet a été le lieu d’adolescence de Laura Ingalls Wilder. Elle s'y est mariée et sa fille, Rose Wilder Lane, y est née.

## Démographie
| 1880 | 1890 | 1900 | 1910  | 1920  | 1930  |
| ---- | ---- | ---- | ----- | ----- | ----- |
| 116  | 541  | 749  | 1 063 | 1 035 | 1 017 |

| 1940  | 1950  | 1960  | 1970  | 1980  | 1990  |
| ----- | ----- | ----- | ----- | ----- | ----- |
| 1 016 | 1 180 | 1 324 | 1 336 | 1 237 | 1 172 |

| 2000  | 2010  | - | - | - | - |
| ----- | ----- | - | - | - | - |
| 1 164 | 1 089 | - | - | - | - |